# Mitrephora cagayanensis
Mitrephora cagayanensis är en kirimojaväxtart som beskrevs av Elmer Drew Merrill. Mitrephora cagayanensis ingår i släktet Mitrephora och familjen kirimojaväxter. Inga underarter finns listade i Catalogue of Life.